# Duch Vánoc příštích
Duch Vánoc příštích (v anglickém originále Holidays of Future Passed) je 9. díl 23. řady (celkem 495.) amerického animovaného seriálu Simpsonovi. Scénář napsal J. Stewart Burns a díl režíroval Rob Oliver. V USA měl premiéru dne 11. prosince 2011 na stanici Fox Broadcasting Company a v Česku byl poprvé vysílán 7. června 2012 na stanici Prima Cool.
Většina epizody se odehrává třicet let v budoucnosti, kdy Bart a Líza berou své děti na Vánoce k Homerovi a Marge, zatímco těhotná Maggie začíná rodit. Bart se rozvedl se svou ženou Jendou a snaží se stát lepším otcem pro své dva chlapce, zatímco Líza má problémy navázat kontakt se svou vzpurnou dospívající dcerou Ziou. Tvůrce Simpsonových Matt Groening se objevil v menší roli sportovního komentátora.
Díl, jenž byl původně napsán jako potenciální závěr seriálu, se setkal s velmi pozitivním přijetím televizních kritiků, kteří jej často uváděli jako nejlepší epizodu série. Chválen byl zejména pro svůj humor a emotivní scény, jako například tu, v níž Bart a Líza sedí v domku na stromě a diskutují o rodičovství.
Během prvního vysílání sledovalo Ducha Vánoc příštích asi 6,43 milionu diváků.

## Děj
Poté, co se na Den díkůvzdání Simpsonovi najedí krocanem, je čas na každoroční rodinnou fotografii na vánoční pohlednici. Když si Bart a Líza stěžují, Marge poznamená, že si fotografií budou vážit, až budou starší a budou mít vlastní děti. Líza se ptá, proč Marge vůbec předpokládá, že budou mít děti, zatímco Bart sebevědomě tvrdí, že on děti rozhodně mít nebude, a přeje si, aby gen Simpsonových zanikl.
Epizoda se posune o třicet let do budoucnosti prostřednictvím kompilace vánočních pohlednic Simpsonových. Z Barta se stal povaleč, rozvedený otec se dvěma syny, které nevídá často, Líza, úspěšnější než Bart, je vdaná za Milhouse a má vzpurnou dceru Ziu a Maggie je zpěvačkou slavné kapely v pokročilém stádiu těhotenství. V bytě na bývalé Springfieldské základní škole Barta navštíví jeho synové, kteří mu oznámí, že je k němu teleportovala jejich matka Jenda, protože chce, aby se choval jako správný otec a trávil s nimi čas. Místo toho je však hodlá vysadit u svých rodičů, což jeho chlapci slyší. Líza se mezitím obává, že Zia tráví příliš mnoho času v Ultranetu, digitálním světě, do kterého lidé vstupují svým vědomím, když se připojí k notebooku. Milhouse navrhne Líze, aby trávila čas se Ziou, aby se lépe propojily, a tak se Líza rozhodne vzít Ziu k rodičům také. Maggie mezitím odlétá z Londýna domů do Springfieldu, aby také oslavila Vánoce se svými rodiči.
Když Bart a Líza dorazí do domu svých rodičů, zůstanou tam i s dětmi. Líza dostane od Marge neužitečné rady, jak být lepší matkou, a Zia dál tráví spoustu času v Ultranetu. Bart mezitím se zlomeným srdcem zjistí, že se jeho bývalá manželka Jenda znovu oženila, zatímco on si nikoho nenašel. Cítí se sklíčeně a řekne Homerovi, aby zabavil děti. Chlapci se na otce zlobí, že s nimi netráví čas, ale s dědečkem se skvěle baví. Bart a Líza se pak setkají ve svém starém domku na stromě a povídají si o tom, jak je rodičovství těžké. Po výměně rad si uvědomí, že se musí více snažit navázat kontakt se svými dětmi. Mezitím po příjezdu do Springfieldu začne Maggie pociťovat kontrakce a Kearney, nyní taxikář, ji odveze do nemocnice.
Homer vezme Bartovy syny do kryonického zařízení, kde byl jeho otec Abe zmrazen zaživa, aby se zabránilo nemoci, která ho zabije. Přestože byl nyní objeven lék, Homer ho nechává zmraženého, protože je to levnější než platit za domov důchodců a protože se k němu Abe neustále choval hrubě. Homer chlapcům říká, že by měli dát otci ještě jednu šanci, protože ví, že je má Bart rád. V tu chvíli přijde Bart, omluví se synům a přizná, jak moc si jich váží. Dojatí chlapci mu odpustí, že je do svého života příliš nezahrnoval, zatímco inspirovaný Homer se rozhodne svého otce rozmrazit a odpustit mu také. Mezitím se Líza vydá do Ultranetu hledat Ziu a objeví dveře vedoucí do jejího soukromého světa. Když do něj Líza vstoupí, s radostí zjistí, že Zia pověsila svůj plakát vedle řady plakátů zobrazujících historické ženy, které změnily svět k lepšímu. Když Zia přijde, Líza jí poděkuje, že k ní vzhlíží, a obě se konečně usmíří. Zia před Lízou však ukrývá své večírky v Ultranetu.
Když jsou konflikty vyřešeny, Bart a Líza shromáždí své děti a připraví se na novou rodinnou fotografii. Marge přijíždí s Maggie, která porodila holčičku. Za poslední léta se mazlíčci Simpsonových značně vyvinuli a pořizují vánoční fotografii Simpsonových.

## Produkce
Epizodu s názvem Duch Vánoc příštích napsal J. Stewart Burns a režíroval Rob Oliver. Poprvé byla oznámena tisku na Comic-Conu v San Diegu 23. července 2011 během panelu s producenty Simpsonových. Duch Vánoc příštích je jedenáctým dílem seriálu s vánoční tematikou a čtvrtým dílem odehrávajícím se v budoucnosti (dalšími jsou Lízina svatba z roku 1995, Nebárt se budoucnosti z roku 2000 a Futu-drama z roku 2005). V dílu měl být původně vtip o havárii, ke které došlo ve Springfieldské jaderné elektrárně v budoucnosti; byl však vystřižen po zemětřesení a tsunami v Tóhoku v roce 2011, které měly za následek několik jaderných havárií v Japonsku.

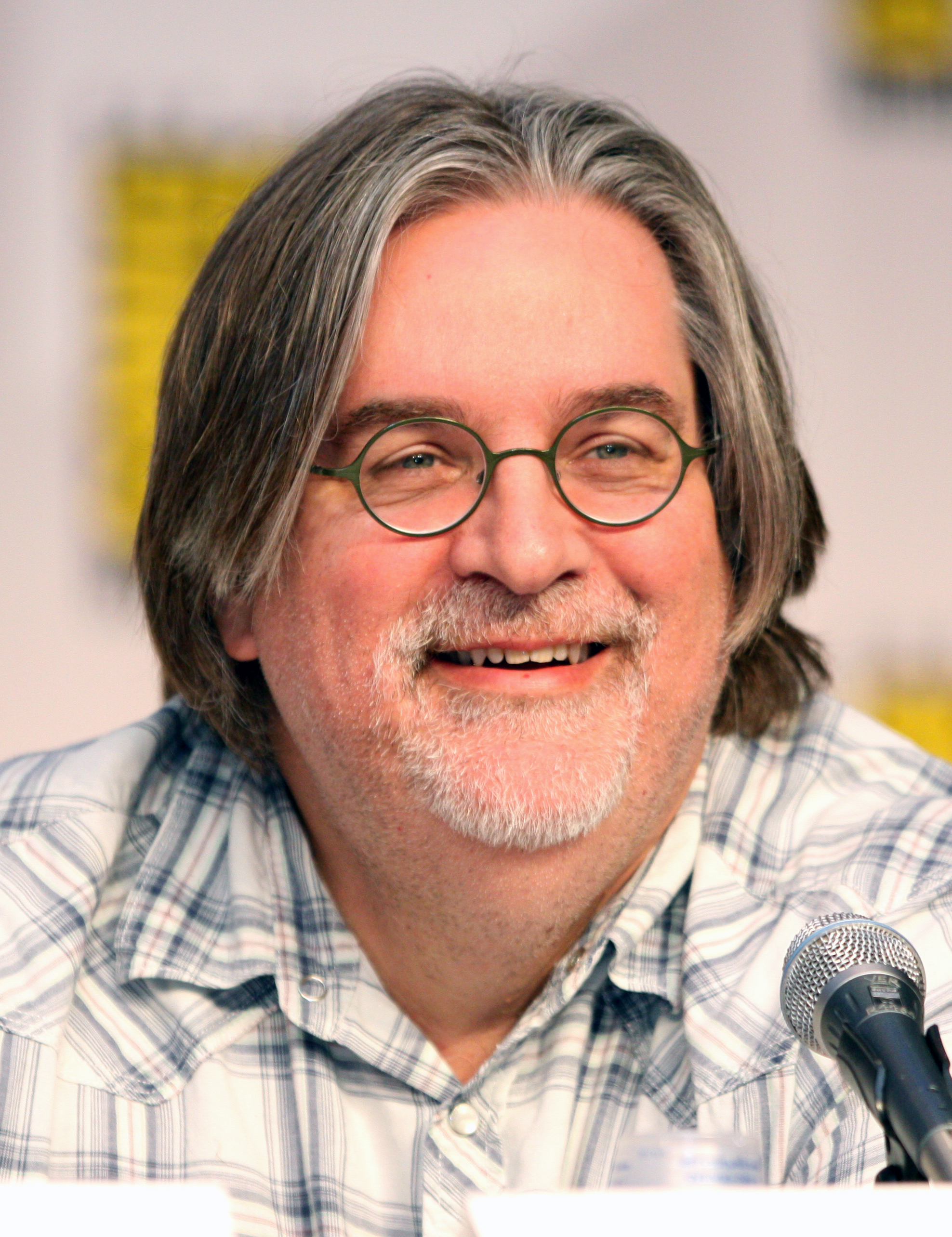
V epizodě se krátce zazní Matt Groening, tvůrce pořadu.

Tvůrce Simpsonových Matt Groening si v epizodě střihl menší cameo, ačkoli jeho účast není zmíněna v závěrečných titulcích. Ve scéně, kdy robot zkoumá zdravotní stav Maggiina plodu, je přítomna Maggiina kapela a jeden z členů kapely stiskne tlačítko na robotově „tváři“, což spustí fotbalový zápas. Sportovní komentátor, kterého namluvil Groening, vydá dlouhý výkřik „Gól!“. Podle hudebního editora Simpsonových Chrise Ledesmy se při natáčení epizody „během tohoto záběru ozývaly jen zvuky povzbuzování davu a Matt řekl, že to musíme nějak okořenit“. Po projití několika různých nápadů se štáb rozhodl pro komentátora křičícího „Gól!“. Členové štábu chtěli, aby jej namluvil Groening a ten tak učinil na druhý pokus.
V rozhovoru roku 2013 showrunner Al Jean uvedl, že tato epizoda měla sloužit jako poslední díl seriálu pro případ, že by jednání s herci na začátku roku přinutila seriál ukončit.

## Přijetí
Duch Vánoc příštích byl poprvé vysílán 11. prosince 2011 na stanici Fox ve Spojených státech a v demografické skupině dospělých ve věku 18–49 let získal na základě měření Nielsen rating 3,0 a sedmiprocentní podíl.
Epizoda Duch Vánoc příštích se stala nejsledovanějším pořadem v rámci večerní řady animovaných pořadů Animation Domination stanice Fox z hlediska celkového počtu diváků. V týdnu od 5. do 11. prosince 2011 se epizoda umístila na dvacátém místě ve sledovanosti mezi všemi televizními pořady v hlavním vysílacím čase ve skupině 18–49 let.
Proslavila se také údajnou předpovědí Metaverse, v dílu nazváno jako Ultranet.

### Kritika
Díl získal velmi pozitivní hodnocení televizních kritiků, zejména pro svůj humor a emotivní scény.
Ve svém seznamu 50 nejlepších televizních epizod roku 2011 umístil John Kubicek z BuddyTV tento díl na 49. místo a napsal, že „různé pohledy na to, jak se všechny postavy změnily během skoku v čase, byla kavalkáda komediálních momentů“.
Rex Huffman z The Times-Reporter ji označil za „zábavnou epizodu“ a Josh Harrison z Ology ji popsal jako „odůvodněně legrační“. Harrison poznamenal, že „vidět tolik futuristických verzí známých postav dodalo svátečnímu období zajímavý nádech. (…) Celá epizoda se opírá o překvapivě upřímnou a srdečnou scénu, v níž se Bart a Líza – oba trochu oplácaní – sejdou v domku na stromě, aby diskutovali o problémech rodičovství.“
Podobně Hayden Childs, kritik The A.V. Clubu, napsal, že „Duch Vánoc příštích našel sladké místo, které kombinuje příval nepřetržitých vtipů s něhou, která často chybí v novodobých dílech Simpsonových. Dokonce dojde i na rozhovor mezi dospělým Bartem a Lízou, který zní překvapivě opravdově pro dospělé sourozence, kteří se potýkají se společnou rodinnou minulostí.“
Alan Sepinwall v článku pro HitFix označil Ducha Vánoc příštích za nejlepší díl Simpsonových zasazený do budoucnosti od první epizody tohoto druhu, Líziny svatby. Poznamenal, že to byla „emocionální stránka věci“, díky níž byla epizoda úspěšná, například nespokojenost, kterou Bart a Líza pociťují kvůli svému odloučení od dětí, a také Homerova proměna ve „velmi moudrého, milého chlapíka poté, co se nějakým způsobem dožil vyššího věku“. Sepinwall zvláště chválil scénu v kryonickém zařízení, kde Homer povzbuzuje děti, aby daly Bartovi další šanci, jako „opravdu milou“, a nápad se zmraženým dědou popsal jako „chytrou variaci na velmi známý vtip o tom, jak Homer a rodina dědu zanedbávají, protože jim velmi leze na nervy“. Sepinwall také pochválil epizodu za vtipy o budoucnosti, přičemž vyzdvihl scény točící se kolem cestování letadlem a také scény ukazující Krustyho jako „Andyho Rooneyho roku 2041“ a Ralpha Wigguma jako „nekonečnou řadu hloupých klonů, kteří se neustále zabíjejí navzájem“.
V únoru 2012 zařadil Matt Zoller Seitz z časopisu New York tento díl mezi devět simpsonovských epizod z poslední doby, které se vyrovnají prvním klasikám. Dodal, že „usmíření mezi Bartem a Lízou a jejich dětmi je dojemné“. Server Screen Rant označil Ducha Vánoc příštích za nejlepší díl 23. série.
Duch Vánoc příštích byl v roce 2012 nominován cenu Primetime Emmy za vynikající animovaný pořad (kratší než hodinový) na 64. ročníku předávání těchto cen.
J. Stewart Burns byl za scénář k této epizodě nominován na 65. ročníku Ceny Sdružení amerických scenáristů za vynikající scénář k animovanému pořadu.

### Reakce na islámské odkazy

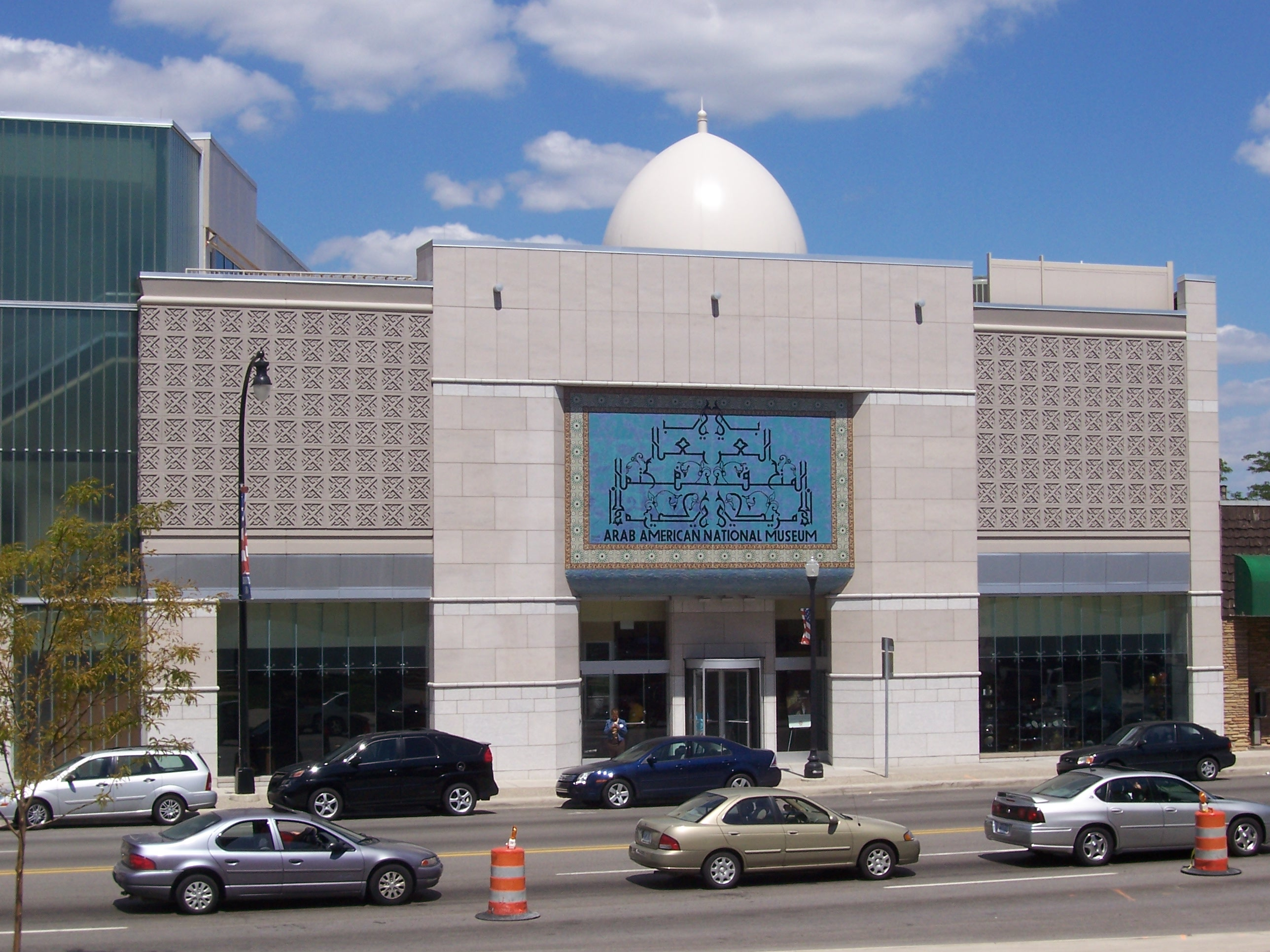
Scéna zobrazující město Dearborn v Michiganu jako město práva šaría se ve městě setkala se smíšeným přijetím.

Segment Ducha Vánoc příštích byl inspirován kontroverzí o rostoucím vlivu islámu ve městě Dearborn ve státě Michigan, kde žije „významná muslimská komunita“. V tomto městě se také nachází největší mešita ve Spojených státech. Během zmíněného segmentu, který se odehrává v budoucím domě Milhouse a Lízy, Milhouse říká Líze, že teď, když přišly Vánoce, začal pociťovat příznaky své sezónní alergie. Je prý alergický na věci spojené s Vánocemi, jako cesmína, jmelí a červená část cukrové hůlky (v českém znění purpura, jmelí a cukroví). Líza Milhousovi poradí, aby přes svátky odjel do Michiganu, kde se Vánoce neslaví, protože tam „pořád platí zákony šaría“. Milhouse souhlasí, ale stěžuje si, že ho tam vždycky nutí nosit burku, a ukazuje na fotografii na zdi, na které stojí před Michiganskou univerzitou v Dearbornu oblečený v burce.
Ve zpravodajské reportáži o tomto segmentu, která byla odvysílána na stanici WJBK, Gallagher poznamenal, že „si dělal legraci z nepravdivé a nepodložené představy, že v Dearbornu nějakým způsobem převládá muslimské právo šaría“. Dawud Walid, vedoucí michiganské pobočky Rady pro americko-islámské vztahy, v reportáži poznamenal, že Simpsonovi jsou „velmi plodný pořad“ a že si lidé kvůli tomuto budou ze šaríi dělat legraci.